# Liste der Stolpersteine in Külsheim

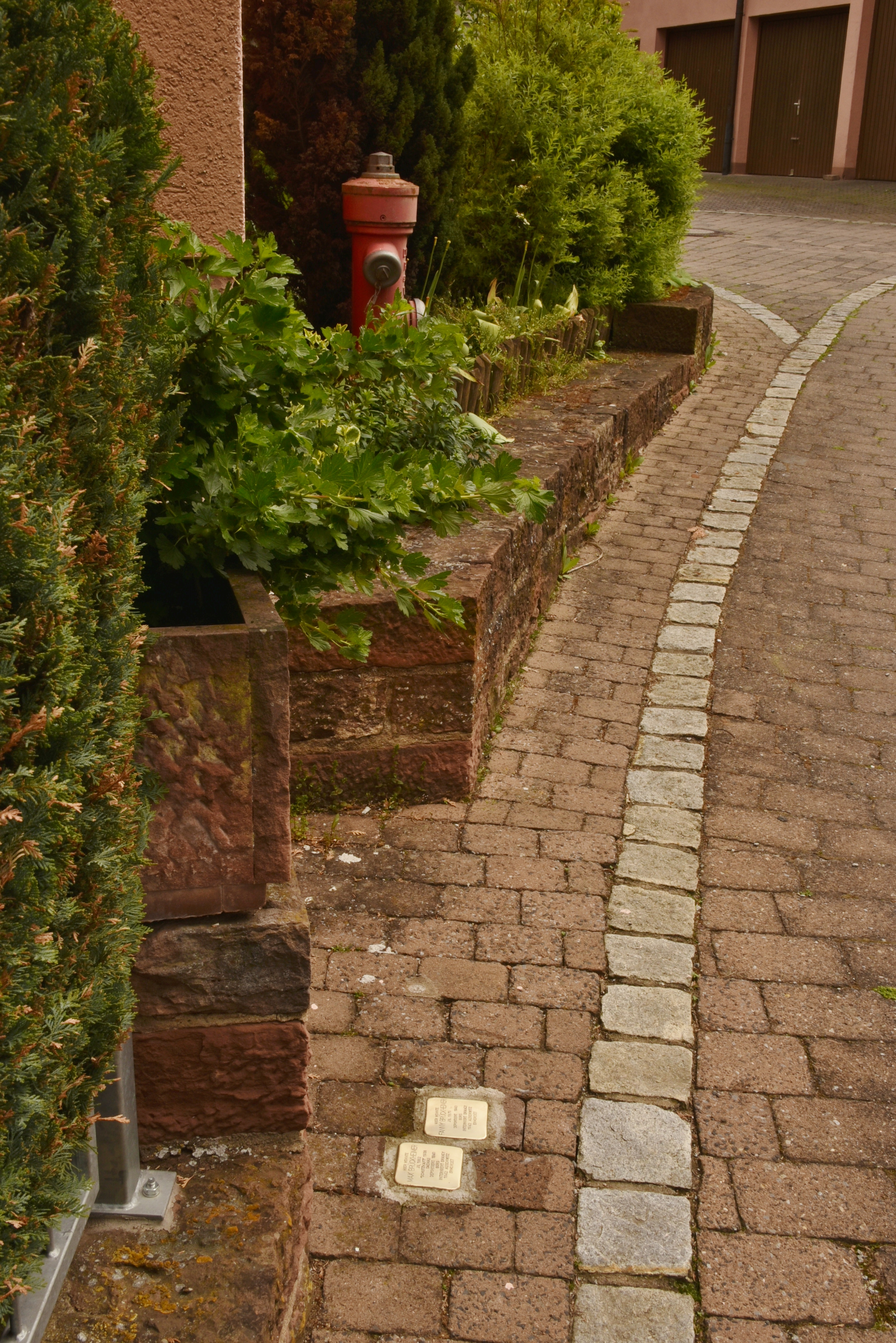
Stolpersteine in Külsheim

Die Liste der Stolpersteine in Külsheim beschreibt besondere Pflastersteine in Gehwegen, die an die Opfer der nationalsozialistischen Diktatur in Külsheim im Main-Tauber-Kreis, Baden-Württemberg, erinnern sollen. Die Stolpersteine wurden vom Künstler Gunter Demnig konzipiert und werden von ihm in fast ganz Europa verlegt.
Die erste Verlegung von Stolpersteinen in Külsheim fand am 10. Juli 2014 statt.

## Juden in Külsheim
1939 veranstalteten die Nationalsozialisten vor Ort ein Demütigungsspektakel, die sogenannte Brunnentaufe. Alle Männer jüdischer Konfession wurden an einem Samstag, dem Schabbat, dem heiligen Tag der Juden, zwangsweise im Brunnen der Stadt „getauft“. Auch angesehene, vormals beliebte Bürger der Stadt wie der Metzger Max Brückheimer wurden nicht verschont.

## Verlegte Stolpersteine
In Külsheim wurden bis Ende 2020 fünfzehn Stolpersteine verlegt.
Die Tabelle ist teilweise sortierbar; die Grundsortierung erfolgt alphabetisch nach dem Familiennamen des Opfers.
| Stolperstein | Inschrift | Verlegeort           | Name, Leben |
| ------------ | --- | -------------------- | --- |
|              | HIER WOHNTE BERTA BÄR GEB. HAUSMANN JG. 1886 DEPORTIERT 1940 GURS INTERNIERT DRANCY 1942 AUSCHWITZ ERMORDET                  | Spitalstraße 14      | Berta Bär, geborene Hausmann, wurde am 28. August 1886 in Flehingen geboren. Sie war verheiratet mit dem Handelsmann Samuel Bär. Das Paar hatte zwei Töchter, Ruth (geboren am 27. April 1913) und Luise (geboren am 7. Juni 1922). Am 22. Oktober 1940 wurde Berta Bär zusammen mit ihrem Mann von Baden aus nach Gurs deportiert. Von dort wurden sie in das Sammellager Drancy überstellt. Am 10. August 1942 wurde das Ehepaar Bär ins Vernichtungslager Auschwitz deportiert. Berta Bär und ihr Mann haben die Shoah nicht überlebt. Ihre Tochter Luise, die als Hausangestellte tätig war und zuletzt in Mainz lebte, wurde im März 1942 von Darmstadt aus in der Durchgangslager Piaski deportiert. Sie hat die Shoah ebenfalls nicht überlebt. |
|              | HIER WOHNTE SAMUEL BÄR JG. 1883 'SCHUTZHAFT' 1938 DACHAU DEPORTIERT 1940 GURS INTERNIERT DRANCY 1942 AUSCHWITZ ERMORDET      | Spitalstraße 14      | Samuel Bär wurde am 8. Februar 1883 in Wenings geboren. Er war Schuhmacher, Handelsmann und Wortführer der jüdischen Gemeinde in Külsheim. Er heiratete Berta Hausmann. Das Paar hatte die 1913 geboren Tochter Ruth und die 1922 geborene Tochter Luise. Während der Reichspogromnacht 1938 wurde Samuel Bär verhaftet und bis zum 10. Dezember 1938 im KZ Dachau inhaftiert. Am 2. September 1939, bei der sogenannten Brunnentaufe besonders gequält. Am 22. Oktober 1940 wurde er zusammen mit seiner Frau von Baden aus nach Gurs deportiert. Von dort wurde das Paar in das Sammellager Drancy überstellt, am 10. August 1942 wurden sie ins Vernichtungslager Auschwitz deportiert. Samuel Bär und seine Frau haben die Shoah nicht überlebt. Auch seine Tochter Luise, die in Mainz lebte, wurde 1942 deportiert und hat die Shoah nicht überlebt. |
|              | HIER WOHNTE FEIST BAUM JG. 1870 DEPORTIERT 1940 GURS TOT 10.9.1941                                                           | Hauptstraße          | Feist Fritz Baum wurde am 15. Februar 1870 in Külsheim geboren. Seine Eltern waren der Viehhändler Samuel Baum und dessen Ehefrau Sara geb. Uhlfelder. Sein Vater starb 1872, im selben Jahr wurde seine Schwester Johanna, genannt Hannchen, geboren. Er leitet ein Fuhrunternehmen und heiratete Mathilde Hohbach aus Großeicholzheim. Das Paar hatte eine Tochter, Hilda, geboren am 8. Juni 1904 in Külsheim. Die Schwester blieb unverheiratet, betrieb ein Hutmachergeschäft und wohnte im selben Haus. Feist Baum, seine Frau und seine Schwester zählten zu den letzten 13 Külsheimer Juden, die am 22. Oktober 1940 im Rahmen der Wagner-Bürckel-Aktion verschleppt wurden. Sie kamen in das Camp de Gurs, gelegen am Fuße der Pyrenäen im Südwesten Frankreichs. Dort verlor Feist Fritz Baum im Folgejahr, am 10. September 1941, sein Leben. Seine Frau wurde in das Vernichtungslager Auschwitz verschleppt und dort ermordet. Die Schwester wurde im November 1943 in Perpignan ermordet. Seine Tochter Hilda hatte 1927 den aus Gerolstein stammenden und in Trier lebenden Viehhändler Adolf Baum geheiratet. Dieser war 1938 in Luxemburg gemeldet. |
|              | HIER WOHNTE JOHANNA BAUM JG. 1872 DEPORTIERT 1940 GURS TOT 3.11.1943 PERPIGNAN                                               | Hauptstraße          | Johanna Baum, genannt Hannchen, wurde am 6. Mai 1872 in Külsheim geboren. Ihre Eltern waren der Viehhändler Samuel Baum und dessen Ehefrau Sara geb. Uhlfelder. Ihr Vater starb im Jahr ihrer Geburt. Sie hatte einen zwei Jahre älteren Bruder, Feist, der später ein Fuhrunternehmen führte. Sie selbst blieb unverheiratet und führte ein Hutmachergeschäft. Johanna Baum, ihr Bruder und ihre Schwägerin zählten zu den letzten 13 Külsheimer Juden, die am 22. Oktober 1940 im Rahmen der Wagner-Bürckel-Aktion verschleppt wurden. Sie kamen in das Camp de Gurs im Südwesten Frankreichs, gelegen am Fuße der Pyrenäen. Dort verlor ihr Bruder am 10. September 1941 sein Leben. Die Schwägerin wurde nach Auschwitz deportiert und dort ermordet. Johanna Baum wurde in ein Internierungslager nahe Perpignan überstellt, wo sie am 3. November 1943 ums Leben kam. |
|              | HIER WOHNTE MATHILDE BAUM GEB. HOHBACH JG. 1877 DEPORTIERT 1940 TOT IN GURS                                                  | Hauptstraße          | Mathilde Baum, geborene Hohbach, wurde 1877 in Großeicholzheim geboren. Sie war verheiratet mit dem Fuhrunternehmer Feist Baum. Das Paar hatte eine Tochter, Hilda (geboren 1904). Mathilde Baum, ihr Mann und ihre Schwägerin Johanna zählten zu den letzten 13 Külsheimer Juden, die am 22. Oktober 1940 im Rahmen der Wagner-Bürckel-Aktion deportiert. Mathilde Baum verlor ihr Leben entweder im Camp de Gurs oder in Auschwitz. Ihr Ehemann verlor sein Leben im Camp de Gurs, ihre Schwägerin verlor in einem Lager in Perpignan ihr Leben. Ihre Tochter Hilda hatte 1927 den aus Gerolstein stammenden und in Trier lebenden Viehhändler Adolf Baum geheiratet. Dieser war 1938 in Luxemburg gemeldet. |
|              | HIER WOHNTE FANNY BRÜCKHEIMER JG. 1879 DEPORTIERT 1940 GURS INTERNIERT DRANCY 1942 AUSCHWITZ ERMORDET                        | Boxtalstraße 8       | Fanny Brückheimer wurde am 4. Juli 1879 in Külsheim geboren. Ihre Eltern waren der Metzger Meier Löb Brückheimer und Maria Anna, geborene Bach. Sie hatte einen Bruder, Max (geboren 1882). Sie half im Metzgergeschäft ihres Bruders. Gemeinsam mit ihrem Bruder wurde sie am 22. Oktober 1940 von Baden aus nach Gurs deportiert. Von dort wurden beide ins Sammellager Drancy überstellt und am 10. August 1942 in das Vernichtungslager Auschwitz deportiert. Fanny Brückheimer hat die Shoah nicht überlebt. Auch ihr Bruder wurde in Auschwitz ermordet. |
|              | HIER WOHNTE MAX BRÜCKHEIMER JG. 1882 'SCHUTZHAFT' 1938 DACHAU DEPORTIERT 1940 GURS INTERNIERT DRANCY 1942 AUSCHWITZ ERMORDET | Boxtalstraße 8       | Max Brückheimer wurde am 28. Februar 1882 in Külsheim geboren. Seine Eltern waren der Metzger Meier Löb Brückheimer und Maria Anna, geborene Bach. Er hatte eine ältere Schwestern, die 1879 geborene Fanny. Er heiratete Saly Bär, geboren am 4. Dezember 1872 in Hohebach. Das Paar hatte mehrere Kinder, darunter Lena (geboren 1908), Irwin (geboren 1910), Herbert (geboren 1912). Während der Novemberpogrome 1938 wurde Brückheimer verhaftet und vom 11. November bis 29. Dezember 1938 im KZ Dachau inhaftiert. Wie andere Külsheimer Juden wurde auch er am 2. September 1939 ein Opfer der sogenannten Brunnentaufe. Gemeinsam mit seiner Schwester wurde er am 22. Oktober 1940 von Baden aus nach Gurs deportiert. Von dort wurden beide ins Sammellager Drancy überstellt und am 10. August 1942 in das Vernichtungslager Auschwitz deportiert. Max Brückheimer hat die Shoah nicht überlebt. Seine Frau Sali war 1941 in Hadamar in einem dortigen Judenhaus untergebracht, ihr gelang noch im selben Jahr die Flucht in die USA. Seine Tochter Lena heiratete Walter Rosendahl und hatte mit ihm den Sohn Kurt. Laut Angabe verlor Lena Rosendahl 1938 ihr Leben auf Grund der Verfolgung durch die Nazis, sie lebte in Gelsenkirchen. Herbert Brückheimer heiratete Henriette Nachmann aus Hadamar, sie konnten ebenfalls in die USA auswandern, er starb 1985. |
|              | HIER ARBEITETE BERNHARD HAHN JG. 1880 'SCHUTZHAFT' 1938 DACHAU ERMORDET 1.12.1938                                            | Molkereiweg 4        | Bernhard Hahn wurde am 17. Juli 1880 in Külsheim geboren. Seine Eltern waren der Viehhändler Samuel Hahn und dessen Ehefrau Hannchen geb. Strauß. Er heiratete Berta Grün. Das Paar hatte zwei Kinder: Hertha (geboren 1909) und Irwin (geboren 1913). Bernhard Hahn war der erste Külsheimer Jude, der verhaftet und verschleppt wurde. Im Zuge der Novemberpogrome 1938 wurde er verhaftet und am 18. November 1938 in das Konzentrationslager Dachau überstellt. Dort kam Bernhard Hahn am 1. Dezember 1938 ums Leben. Seine Frau Berta wurde 1940 nach Gurs deportiert, ihr gelang es von dort aus in die USA auszuwandern. |
|              | HIER WOHNTE MALCHEN KAHN JG. 1882 GEDEMÜTIGT / ENTRECHTET TOT 1940 KRANKENHAUS FÜRTH                                         | Hauptstraße 52       | Malchen Kahn, geborene Lissberger, wurde am 26. März 1882 geboren. Sie heiratete Moritz Kahn. Ihre Schwiegermutter war Sophie Kahn. Das Paar hatte eine Tochter, Rosi (geboren 1913). Ihr Ehemann fiel im Ersten Weltkrieg. Danach führte Malchen Kahn das Schuhgeschäft ihres Mannes weiter. Nach der Machtergreifung Hitlers Ende Januar 1933 nahm der Druck der Nazis, vor allem aus Wertheim, schlagartig zu. Jüdische Menschen, insbesondere Kaufleute, wurden offen terrorisiert. 1936 flüchtete die Tochter mit ihrem Ehemann Ludwig Baumann – zuerst in die Tschechoslowakei, später in die Vereinigten Staaten. 1938 starb Sophie Kahn. Malchen Kahn erkrankte an Asthma und starb am 20. Juli 1940 im jüdischen Hospital von Fürth. Ihre Tochter und ihr Schwiegersohn bekamen einen Sohn, James. Rosi Baumann starb 1984 in den Vereinigten Staaten. |
|              | HIER WOHNTE ROSI KAHN VERH. BAUMANN JG. 1913 FLUCHT 1936 TSCHECHOSLOWAKISCHE REPUBLIK 1938 USA                               | Hauptstraße 52       | Rosi Kahn, später verheiratete Baumann, wurde am 3. Dezember 1913 als einzige Tochter von Moritz Kahn und Malchen Kahn geboren. Ihr Vater fiel im Ersten Weltkrieg, am 1. Juli 1916 mit 31 Jahren. Ihre Mutter führte sein Schuhgeschäft weiter. Nach der Machtergreifung Hitlers Ende Januar 1933 nahm der Druck der Nazis, vor allem aus Wertheim, schlagartig zu. Jüdische Menschen, insbesondere Kaufleute, wurden offen terrorisiert. Rosi Kahn, die Ludwig Baumann geheiratet hatte, flüchtete 1936 mit ihrem Ehemann – zuerst in die Tschechoslowakei, später in die Vereinigten Staaten. Die Ausschreitungen in Külsheim während der Novemberpogrome 1938 erlebte sie nicht mehr mit, auch nicht die Zerstörung der Synagoge, die Verbrennung der Thora-Rollen und den Diebstahl der Silberleuchter. Das Ehepaar Baumann hatte mindestens einen Sohn, James, der regelmäßig Külsheim besucht. Rosi Baumann starb 1984 in den Vereinigten Staaten, ihr Ehemann starb 1994. 1938 war ihre Großmutter in Külsheim verstorben, 1939 ihre Mutter in Fürth. Beiden wurden ebenfalls Stolpersteine gewidmet. |
|              | HIER WOHNTE SOPHIE KAHN JG. 1850 GEDEMÜTIGT / ENTRECHTET TOT 1938                                                            | Bergstraße 8         | Sophie Kahn, geborene Neumann, wurde am 23. Oktober 1850 geboren. Sie heiratete Meier Kahn (1853–1908). Das Paar hatte neun Kinder, darunter die Söhne Moritz (1884–1916), Salomon (1896–1916) und Herman. Moritz und Salomon Kahn fielen im Ersten Weltkrieg an der Front. Moritz Kahn war verheiratet gewesen und hatte eine Tochter, Rosi, geboren 1913. Die einzig bekannte Enkeltochter von Sophie Kahn flüchtete 1936 mit ihrem Ehemann in die Tschechoslowakei und 1938 weiter in die USA. Sophie Kahn starb entrechtet und gedemütigt am 17. März 1938 in Külsheim. Sie war eine der letzten, die auf dem jüdischen Friedhof von Külsheim bestattet wurden. Ihre Enkeltochter bekam zumindest einen Sohn, sie starb 1984 im amerikanischen Exil. |
|              | HIER WOHNTE RECHA SCHEUER GEB. ROSENBERG JG. 1891 DEPORTIERT 1940 GURS INTERNIERT DRANCY 1942 AUSCHWITZ ERMORDET             | An der Kirchentreppe | Recha Scheuer geborene Rosenberg, wurde am 18. Juli in Wenings geboren. Ihre Eltern waren Abraham Scheuer und dessen Frau Hannchen. Sie hatte zumindest eine Schwester, Emma. Recha Scheuers erster Mann, jemand namens Grünberg, starb. Sie heiratete in zweiter Ehe Samuel Scheuer. Mit ihm hatte sie die 1922 geborene Tochter Sophie. Sie wurde zusammen mit ihrem Mann und ihrer Tochter am 22. Oktober 1940 von Baden aus ins Internierungslager Gurs deportiert. Sie wurde nach Drancy überstellt und von dort am 12. August 1942 ins Vernichtungslager Auschwitz deportiert, wieder zusammen mit ihrem Ehemann. Recha Scheuer und ihr Mann haben die Shoah nicht überlebt. Ihre Schwester verheiratete Eilbott hat die Shoah überlebt, sie gab in ihrer Meldung an Yad Vashem New York als Wohnort an. |
|              | HIER WOHNTE SAMUEL SCHEUER JG. 1877 DEPORTIERT 1940 GURS INTERNIERT DRANCY 1942 AUSCHWITZ ERMORDET                           | An der Kirchentreppe | Samuel Scheuer wurde am 5. Juni 1877 in Külsheim geboren. Seine Eltern waren der Händler Schmai Scheuer und Sophia, geborene Hahn. Er hatte mehrere Geschwister: Gidel, die aus der ersten ehe seines Vaters mit Sprinz, geborene Hahn stammte und 1865 geboren wurde, Malche wurde 1867 geboren und starb 1936 ledig, Jeanette (geboren 1869) und Isaak Löb (geboren 1873). Samuel Scheuer betrieb einen Öle- und Fetteladen. Er heiratete die verwitwete Recha Grünberg, geborene Rosenberg. Das Paar hatte die 1922 geborene Tochter Sophie. Am 22. Oktober 1940 wurde er zusammen mit seiner Frau von Baden aus nach Gurs deportiert. Am 12. August 1942 wurde er über das Sammellager Drancy zusammen mit seiner Frau in das Vernichtungslager Auschwitz deportiert. Samuel Scheuer hat die Shoah nicht überlebt, auch seine Frau und seine Tochter wurden ermordet. |
|              | HIER WOHNTE SOPHIE SCHEUER JG. 1922 DEPORTIERT ERMORDET IN AUSCHWITZ                                                         | An der Kirchentreppe | Sophie Scheuer wurde am 31. Dezember 1922 in Külsheim geboren. Ihre Eltern waren Samuel Scheuer und Recha Scheuer. Sie lebte in Frankfurt am Main. Sophie Scheuer wurde in Auschwitz ermordet. Auch ihre Eltern überlebten die Shoah nicht. |

## Verlegungen
Vorbereitet wurde das Projekt von Alfred Bauch, der seit Jahrzehnten die Geschichte ehemaliger jüdischer Mitbürger erforschte, und von Schülern der Pater-Alois-Grimm-Schule, die Podcasts zu den Lebenswegen der Verfolgten erstellt hatten. Die Stolpersteine von Külsheim wurden an folgenden Tagen vom Künstler persönlich verlegt:
- 10. Juli 2014: An der Kirchentreppe, Hauptstraße, Molkereiweg 4 (sieben bzw. acht Stolpersteine)
- 17. Juli 2020: Untere Bergstraße, Boxtalstraße 8, Spitalstraße (sieben Stolpersteine)

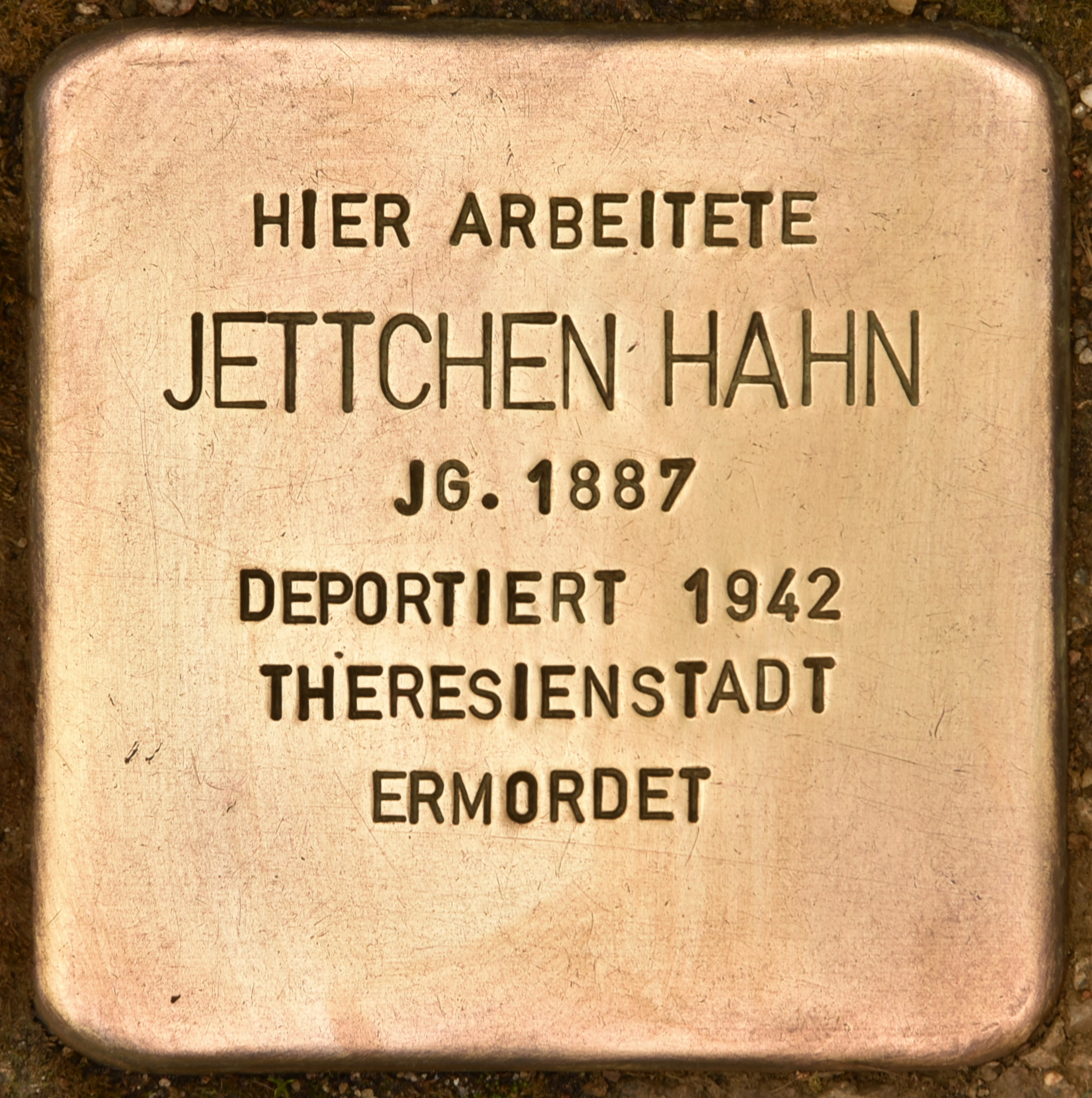
Stolperstein für Jettchen Hahn

Bei beiden Verlegezeremonien sprach Bürgermeister Thomas Schreglmann mahnende Worte. Er erinnerte daran, dass Juden beinahe 600 Jahre lang das wirtschaftliche und kulturelle Leben der Stadt mitgestaltet haben. Es sei für Külsheim eine Verpflichtung, die Erinnerung an die Geschichte wach zu halten. Der fünfzehnte Stein (gewidmet Jettchen Hahn) wurde zwar am Molkereiweg 4 verlegt, befindet sich derzeit jedoch in Überprüfung. Für einige jüdische Bürger aus Külsheim wurden anderenorts Stolpersteine verlegt:
- Für Sophie Schwarzschild, geborene Brückheimer, in Dertingen in der Aalbachstraße 42,
- für Hedwig, Hilde und Selma Brückheimer in Wertheim in der Bahnhofstraße 4 und
- für Samson Rothschild in Worms am Adenauerring 12.